# Éric Sikora
Éric Sikora (Courrières, 4 de fevereiro de 1968) é um ex-futebolista e treinador de futebol francês que atuava como lateral-direito.

## Carreira
De origem polonesa, Sikora jogou nas categorias de base do US Rouvroy entre 1976 e 1980, quando ingressou no Lens, única equipe profissional de sua carreira e onde seu tio, François Ludo, atuou entre 1949 e 1953. Estreou nos Sang et Or em outubro de 1985, contra o Sochaux, aos 17 anos de idade. Virou titular absoluto do Lens a partir da temporada 1986–87, atuando em 477 partidas na Ligue 1 e Ligue 2, além de 58 jogos pelas Copas nacionais (535 no total), com 18 gols.
Em 2002, perdeu espaço para Ferdinand Coly, Rod Fanni e Daouda Jabi, atuando em apenas 10 jogos antes de sua aposentadoria, em 2004. Com 598 partidas disputadas (498 pela primeira e segunda divisões da França) e 23 gols (18 pela Ligue 1, um pela Ligue 2, 2 pela Copa da França, um pela Copa da Liga e um pela Taça Intertoto da UEFA), é o jogador que mais disputou jogos pelo Lens, onde foi campeão da Copa da Liga Francesa em 1998–99.

## Carreira internacional
Sikora atuou em 4 jogos pela Seleção Francesa Sub-21 entre 1986 e 1988.

## Pós-aposentadoria
Após deixar os gramados, passou a integrar a comissão técnica do Lens, trabalhando como auxiliar-técnico, treinador das categorias de base e do time reserva, além de ter comandado a equipe principal em 2 passagens (2012–13 e 2017–18).

## Títulos
SC Bastia
- Taça Intertoto da UEFA: 1 (1997)

Lens
- Copa da Liga Francesa: 1 (1998–99)